# Takahiro Yanagi
Takahiro Yanagi (jap. 柳 貴博, Yanagi Takahiro; * 5. August 1997 in Tokio, Präfektur Tokio) ist ein japanischer Fußballspieler.

## Karriere

### Verein
Takahiro Yanagi erlernte das Fußballspielen in der Jugendmannschaft des FC Tokyo. Der Hauptstadtverein spielte in der höchsten Liga des Landes, der J1 League. Hier unterschrieb er 2016 zwar seinen ersten Profivertrag, kam aber trotzdem vorerst nur in der drittklassigen U-23 zum Einsatz. 2017 spielte er dann viermal in der ersten Liga und kehrte wieder zur U-23 zurück. Die Saison 2019 wurde er an den Zweitligisten Montedio Yamagata ausgeliehen. Für den Club, der in der Präfektur Yamagata beheimatet ist, absolvierte er 30 Zweitligaspiele. Im Anschluss wurde er Anfang 2020 an den in der ersten Liga spielenden Vegalta Sendai nach Sendai ausgeliehen. Für Sendai absolvierte er 22 Erstligaspiele. Nach Vertragsende beim FC Tokyo wechselte er im Februar 2021 zum Erstligisten Hokkaido Consadole Sapporo nach Sapporo. Ein Jahr später wechselte er von dort leihweise zum Ligarivalen Avispa Fukuoka. Für Avispa bestritt er zehn Ligaspiele. Nach der Ausleihe kehrte er nach Sapporo zurück. Die Saison 2023 spielte er beim	Drittligisten FC Ryūkyū. Für den Klub aus der Präfektur Okinawa bestritt er 32 Ligaspiele. Anfang Januar 2024 wechselte er zum Zweitligisten Fagiano Okayama. Am Ende der Saison 2024 belegte er mit Okayama den fünften Tabellenplatz und qualifizierte sich somit zu den Aufstiegsspielen zur ersten Liga. Hier konnte man sich im Finale gegen Vegalta Sendai durchsetzen und stieg somit in die erste Liga auf.

### Nationalmannschaft
Von 2015 bis 2018 absolvierte Yanagi insgesamt drei Partien für diverse japanische Jugendnationalmannschaften und erzielte dabei einen Treffer.